# Зоравар Андранік (станція метро)
Зорава́р Андрані́к (вірм. Զորավար Անդրանիկ) («Воєвода Андранік»), колишня «Октемберян» («Жовтнева») — станція Єреванського метрополітену, розташована між станціями «Анрапетуцян Храпарак» та «Сасунци Давід» в центрі Єревана, в районі Кентрон (дослівний переклад «Центр») з виходом до проспекту Тиграна Меца, вулиць Агатангехоз і Хоренаці, Собору Григора Лусавровіча (Григорія Просвітителя), пам'ятника Воєводі Андраніку та ринку.

## Історія
Станція відкрита 2 грудня 1989 року.
У 1991 році станція «Октемберян» («Жовтнева») була перейменована на «Зоравар Андранік» («Воєвода Андранік»), яка отримала назву на честь одного з лідерів вірменського національно-визвольного руху наприкінці XIX — початку XX століть, національного героя вірменського народу — Андраніка Торосовича Озаняна, більш відомого, як Зоравар Андранік (Воєвода Андранік).
1 квітня 2023 року, о 14:23, на перегоні між станціями «Сасунци Давід» та «Зоравар Андранік» сталася аварія зернового елеватора. В результаті бетонні брили потрапили на колії метрополітену та контактну рейку, що унеможливило штатне функціонування метрополітену. Рух поїздів було тимчасово припинено. Постраждалих внаслідок обвалення не було. О 15:10 того ж дня поїзди почали курсували у реверсному режимі однієї з непошкоджених колій. Працівники різних служб метрополітену працювали майже всю ніч над відновлення штатного руху поїздів і наступного дня, 2 квітня, о 07:00 рух поїздів лінією було відновлено у повному обсязі.
Конструкція станції —  пілонна трисклепінна. Похилий хід має тристрічковий ескалатор.
Оздоблення — центральний зал станції виконано у формі труби, від якої відходять оздоблені коричневим гранітом проходи круглої форми, прямуючі на платформи. Підлогу оздоблено коричневим гранітом. Колійні стіни оздоблено білим мармуром.